# 桜ちなみ
桜 ちなみ（さくら ちなみ、1994年4月5日 - ）は、日本のAV女優。

## 略歴・人物
東京都出身。テスター所属として2015年にデビュー。人妻、女子校生、ギャルなど幅広い役柄で出演している。
趣味は音楽鑑賞、ベース。
2019年12月、ディアスグループに事務所を移籍。これに伴い活動名を「ちなみん」に改名。
むちむち体系のトランジスタグラマー。ぽっちゃり好きから大きく評価されている。AVライターの末吉みちおは「キラキラのギャルからしっとり系人妻までマルチに演じ分ける振り幅の広さ」と役柄を問わない演技力を評価。AVライターのくろがね阿礼は、おっぱいに特化した作品性にならざるを得ない「爆乳エキスパート」とパイズリからのフェラなどの畳みかける追撃プレイを論評した。

## 出演作品

### アダルトDVD
2015年
- 揉みたい若妻（5月2日、光夜蝶）
- 24歳、GcupドM無毛妻が夫にナイショでまさかの危険日種付けデビュー!?（5月2日、NON）
- 年頃の娘から突然のキス!病気で弱っている俺は、つい芳醇に育った娘のカラダで年甲斐もなくヤバいほど勃起し、誰に仕込まれたか分からない男を喜ばせるテクニックでトコトン抜かれてしまった!!!（5月2日、NON）他出演:杏咲望、香山美桜、上條つかさ、潮絢那、星野ひびき
- 顔出し! 女子大生限定マジックミラー号 極限羞恥!　素人娘のおま○こくぱぁ❤編 自分でおっぴろげたアソコをドアップ大接写! 恥らう御開帳おま○こに全員挿入!! in池袋（5月9日、ディープス）※「ももこ」名義　共演:えり、かおり、ゆうか、ようこ、さやか
- 完全ガチ交渉! 噂の、素人激カワ看板娘を狙え! vol.24 in渋谷（5月22日、プレステージ）他出演:北川カナ、佐山リリ、橙乃まり ほか
- 【脱いだらスゴイおっぱいだった】 新潟のゲレンデで見つけた隠れ巨乳の現役スキー部マネージャー 広瀬あすみAVデビュー ナンパJAPAN EXPRESS Vol.27（5月25日、ナンパJAPAN）※「広瀬あすみ」名義
- ターゲットは警戒ママ ちびっこセクハラ痴漢隊 海水浴編リクエストSP 〜エロガキの悪巧みを警戒する水着ママに海水浴イベントでスケベなイタズラやりたい放題〜（6月18日、ROCKET）他出演:月島えみり、葉月美音 ほか
- 過激すぎるド素人娘 4時間スペシャル 25（6月26日、S級素人）他出演:早川瑞希、穂高ゆうき、若月まりあ、雪谷ちなみ
- 童貞の僕が一人暮らしの部屋に清掃業者を呼んだら、まさかの巨乳女。熱心にカラダを動かし、仕事をしている彼女は汗びっしょり。汗染みで胸の形が更に強調されたTシャツには乳首のプレゼントまで。 2（6月26日、SCOOP）他出演:佐々木恋海、春海紗奈、高山えみり
- Gカップスプリンター!陸上アスリート中出しデビュー!（7月7日、Be Free）
- 女のカラダは腰使いで決まる! 4時間 16（7月10日、BAZOOKA）他出演:穂高ゆうき、藍原マリン、紗藤まゆ、水川愛莉
- 激カワ娘と南国で子作り中出しSEX（7月10日、BAZOOKA）共演:真野ゆりあ、早川瑞希
- 現地でナンパしたS級素人たちと即ズボ交渉しちゃいました!! in石垣島（7月10日、S級素人）他出演:早川瑞希、真野ゆりあ、南梨央奈、さとうみつ、槇原愛菜、水川愛莉
- 都内から南国に遊びにきて浮かれ気分の完全無防備娘に突然襲いかかり生ハメ中出し（7月10日、SCOOP）他出演:早川瑞希、さとうみつ、南梨央奈
- 滋養強壮ドリンクと称した媚薬のチラシをマンションに投函!連絡をしてきた若妻に試飲させたら突然発情してパンツを濡らしチ●ポにむしゃぶりついてきたのでそのまま頂きました!! 3（7月10日、SCOOP）他出演:七草ちとせ、舞川ゆりな、春海紗奈、佐々木恋海
- オイルマッサージ店で新人研修中、爆乳若奥様に「ねえ、中に出して」とせがまれたら、あなたならどうする?出す?出さない? 3（7月10日、SCOOP）他出演:岡本奈々、紺野まこ、藍原マリン
- マスクを外しただけでなぜかドキドキしちゃう♥ 歯科助手の爆乳は一見にしかず 3 Hカップ97cm 桜ちなみ（7月24日、チェリーズ）
- ゲリラ豪雨でビショ濡れのマキシワンピ美女（8月6日、AKNR）他出演:蓮実クレア、大場ゆい、神ユキ
- 見た目はすごく真面目そうなのに…勃起チ○ポに発情しちゃったエステティシャンが股間を激しく擦り付けてきた!（8月7日、OFFICE K'S）他出演:葉山美空、さとう愛理
- 素人娘の脱ぎたてパンティを嗅ぎながら、センズリ見せつけました!（8月7日、虎堂）他出演:宇野ゆかり、横田まゆ、青木真奈美、若月まりあ、葉山美空、浅見せり
- 素人娘 自前の浴衣を着てディルドオナニー初体験（8月7日、虎堂）他出演:浅見せり、若月まりあ、紺野まこ、さとう愛理、葉山美空、仁奈るあ
- 素人ナンパ!! とりあえず素股までが間違えてチ●ポがズボリッ!! Part.5（8月14日、S級素人）他出演:折原ほのか、木下寧々、星野ひびき、安城アンナ、藍原マリン、鈴木こころ、紺野まこ、渋谷美希
- 巨乳やりまんバンギャ中出し淫交（8月21日、upson）※「SAKURA」名義
- SEXを妄想しながら淫語オナニー 2（8月21日、虎堂）他出演:さとう愛理、宇野ゆかり、仁奈るあ、若月まりあ、紺野まこ、葉山美空
- 素人娘、はじめての素股体験!（8月21日、虎堂）他出演:さとう愛理、仁奈るあ、青木真奈美、浅見せり、葉山美空、宇野ゆかり、横田まゆ
- 素人娘の野外露出フェラ（8月28日、S級素人）他出演:宇野ゆかり、仁奈るあ、横田まゆ、若月まりあ、浅見せり、さとう愛理、青木真奈美、葉山美空
- 日本で一番チャラい巨乳黒ギャルと危険日中出しオフ会（9月1日、OPPAI）※AV OPEN 2015 素人部門2位
- おしゃぶり大好きスケベ痴女の極上Wフェラチオ（9月11日、REAL）共演:仁奈るな　他出演:さとう愛理、紺野まこ、青木真奈美、宇野ゆかり、若月まりあ、横田まゆ、北川エリカ、八束みこと
- 混浴露天風呂で修学旅行中の発育の良過ぎる巨乳女子校生とバッタリ遭遇!!セックスに興味津々な大興奮の18歳たちは年上のおっさんの男を相手に集団でヤリ続ける!!（9月11日、SCOOP）共演:吉川れな、川越ゆい、葉山友香
- 素人娘の公開放尿 2（9月18日、虎堂）他出演:紺野まこ、若月まりあ、仁奈るあ、浅見せり、葉山美空、さとう愛理、宇野ゆかり、横田まゆ、青木真奈美、美泉咲、桂希ゆに、花咲かんな、小春、水城奈緒、北川エリカ、江上しほ、八束みこと ほか
- 女子大生美術部員のモデルになった男が受けた屈辱的な行為（10月5日、フリーダム）共演:白咲碧、なつめ愛莉、篠田ゆう、朝倉ことみ
- 中出しされたザーメンをごっくん Vol.7（10月13日、MOODYZ）共演:如月未羅乃
- 関東某○○競馬場で見つけた負けが続いている巨乳ちゃんをガチナンパ そのまま…AV Debut! ちなみちゃん（10月22日、ONEZ）
- 観光に訪れる男たちを村娘の下品な性接待で中出しさせて妊娠したら婿に入ってこの村に住めと承諾させる温泉宿 2（10月22日、Mr.michiru）共演:音羽レオン、玉城マイ、夏目優希、山咲まい、安西りの
- 新人巨乳AV女優を即ハメ中出しカメラテスト（10月23日、upson）他出演:白川里奈、黒木彩、相模麻央
- 快楽点 ハイテンション輪姦 巨乳家出女の漂着地（11月1日、FAプロ）他出演:間宮つくし
- 近所のドM奥さんが欲求不満気味なので、強制イラマ責めしてやるとえずき汁垂らして悦ぶので…（11月2日、ACE KILLER）他出演:芦名ユリア、立花まおみ
- ゴミ出し中の無防備ノーブラ奥さんの胸チラ・ハミ乳・パイむぎゅに悩殺されフル勃起してしまい…（11月2日、ACE KILLER）他出演:五十嵐しのぶ、水野朝陽、大黒セイラ、立花まおみ、若月まりあ
- 女性だらけのマンションで肉便器にされた僕 〜便器マンと呼ばれて〜（11月5日、フリーダム）他出演:白咲碧、なつめ愛莉、篠田ゆう、朝倉ことみ
- 罵倒地獄番外編 センズリを馬鹿にする女 その2（11月5日、フリーダム）他出演:香山美桜、司ミコト、真野ゆりあ、彩城ゆりな、丸山れおな、小西まりえ、望月杏里、真島かおる、辻井ゆう、鳴月らん、青葉優香、青木真奈美、滝沢ノア、須藤早紀、有本紗世、七瀬ひとみ、なつめ愛莉、あやね遥菜、仁美まどか、早乙女らぶ、あゆみ翼、篠田ゆう、朝倉ことみ、星崎アンリ、高山えみり、宮森菜月
- 観光に訪れる男たちを村娘の下品な性接待で中出しさせて妊娠したら婿に入ってこの村に住めと承諾させる温泉宿 2 (11月12日、ROCKET) 共演:玉城マイ、夏目優希、音羽レオン、山咲まい、安西りの
- パイパン中出し女子校生 4時間（11月13日、BAZOOKA）他出演:愛須心亜、陽木かれん、彩城ゆりな、可愛まゆ
- 素人ナンパ!!あなたのオナニー見せて下さい!! バイブ突っ込んで気持ち良くなってるところバレないようにチ●ポをウボリッ!!（11月13日、S級素人）他出演:星野千紗、川越ゆい、葉山友香、菊池ひなの、吉川れな、橋本怜奈
- 媚薬自慰キメ狂いオーガズム!!（11月13日、Baby Entertainment）他出演:風間ゆみ、春山彩香、松本メイ、波多野結衣、立花まおみ、木ノ花あみる
- 淫乳密戯 恥辱の強制アクメ診察（11月13日、Baby Entertainment）
- ドスケベ舌ピー素人ギャルはおっぱいGカップってよ♥ 100％セックスしたくなる中出しギャル巨乳（11月15日、ヌキ族）
- 本強紳士倶楽部 デジカメ撮影OKの巨乳風俗嬢に本番強要! その生ハメ撮り動画の一部始終を無断でAV発売!（11月20日、クリスタル映像）他出演:葉月美音、逢沢るる、紺野まこ
- ビキニナイト2015 媚薬泡パーティー 潜入!!泡に隠れて生ハメ中出ししても超ヤバい勢いで盛り上がるギャルたち!（11月25日、本中）共演:AIKA、今井キキ、美月優芽
- 桜ちなみ式 早漏チ○ポ強化合宿 BLACKバージョン（11月26日、AKNR）
- 美乳顔騎妻 (11月30日、虎丸)
- 渋谷で超人気! 悶絶オイルマッサージ店 vol.2（12月1日、MOODYZ）他出演:藤本紫媛、木ノ花あみる
- セクキャバでベロキスし続けたら、キャバ嬢がエロモードで本気になってきた♥（12月1日、ACE KILLER）他出演:大黒セイラ、藤本紫媛
- 全裸金蹴り48手 2（12月5日、フリーダム）他出演:白咲碧、なつめ愛莉、篠田ゆう、朝倉ことみ
- 黒ギャルちなみのヤリタイ放題男イジメ（12月5日、フリーダム）
- デカ乳輪家 巨乳輪ハーレム近親相姦（12月10日、ROCKET）共演:七原あかり、折原ほのか
- 兄嫁にレズられて…。 〜“ちなみ”ドギマギ! 義姉“今日子”のまさかの急接近!〜（12月13日、U&K）共演:真木今日子
- ヘンリー塚本の接吻クレイジー 72才の老監督とおいしいベロ おいしい女性器の女優たち（12月13日、FAプロ）他出演:翔田千里、風間ゆみ、川上ゆう、春原未来、辺見麻衣、篠原五月、武藤つぐみ、鈴木ありす、羽月希、汝鳥すみか ほか
- ギャルの弱☆点、子宮の入りぐちぃ（12月19日、kira☆kira）
- 巨乳黒ギャルお姉さんはショタチ○ポで中出しがお好き（12月19日、OPPAI）
- 妻を寝取らせた記録。（12月25日、マドンナ）
- 生意気黒ギャル女子校生 種付けプレスで妊娠確定!!（12月25日、本中）

2016年
- 街角スカートめくりナンパ即ハメ大作戦! VOL.2（1月1日、グリグリ）他出演:武藤あやか、武藤つぐみ、葵紫穂、和泉紫乃、工藤美紗、ayami、小西みか、藤本紫媛、立花まおみ
- 神パイやばば（1月8日、バルタン）
- 初めての痴漢で思わず感じてしまい発情が止まらなくなった巨乳美女 2（1月9日、DOC）他出演:水嶋杏樹、神木優愛
- 巨乳黒ギャルの高速騎乗位中出しが超ヤバい☆ (1月13日、ムーディーズ)
- イタズラな小悪魔が御奉仕!!サービス過剰な中出し黒ギャルソープ嬢 (1月19日、Kira☆Kira)
- 彼女のお姉さんは巨乳と中出しOKで僕を誘惑 (1月19日、OPPAI)
- 一般男女モニタリングAV 巨乳の姉2人との混浴温泉で大きなおっぱいに挟まれ弟ち○ぽはフル勃起!! 家族旅行中の素人3姉弟が両親には内緒でエッチなミッションにチャレンジ! 温泉でおっぱいとおち○ちんの洗いっこをしたら 2人の姉と弟はハーレム近親相姦してしまうのか!? in箱根温泉（1月21日、ディープス）他出演:江上しほ、水川愛莉、宇野ゆかり、荻野舞、川美優香
- オナり愛液手コキ 2 ～わたしのマン汁でコスってあげるね～（1月22日、SEX Agent/妄想族）他出演:みおり舞、星空もあ、小西みか、広瀬うみ、今井キキ、川瀬麻衣
- シロダーラ催● 女穴決壊イカセ地獄 (2月1日、CORE)
- マンズリ大好き巨乳淫語下着デザイナー (2月4日、グローリークエスト)
- 挟射好きが集まるパイズリOFF会 (2月5日、ドリームチケット)
- 巨乳女教師5人が放課後の教室で生徒と王様ゲーム初体験!そして男は僕1人に…（2月6日、ナチュラルハイ）共演:葵千恵、水嶋杏樹、峰エリ ほか
- ビッチJK×完全無視 ヤリマンビッチ平然女学園 2 男の存在が完全無視!ガン突きしても中出ししても余裕でヘーゼン無反応!（2月6日、ROCKET）他出演:なつめ愛莉、伊東紅、一条リオン
- マシンバイブで犯●れて、ケタケタ笑いながらイキ狂う生徒会長と書記2（2月6日、サディスティックヴィレッジ）他出演:星空もあ
- 隣のギャルママ (2月7日、ギャルドッキュン/妄想族)
- ギャルと結婚して子供を作ろう (2月19日、Kira☆Kira)
- 肉感人妻7人VS男1人!! ど淫乱中出し大乱交コミック実写化!! 俺が人妻達と乱交三昧の理由 同人作家:鐵喰 原作 新感覚実写化!! 原作にリアルな肉弾エロスを増強した力作!!（2月25日、マドンナ）共演:三喜本のぞみ、水野朝陽、澁谷果歩、小早川怜子、中山理莉、菅野さゆき
- 日本で一番チャラい黒ギャルが某有名私立大学ヤリサーに入部！～新入生の歓迎合宿で起きた中出し乱交の実態～ (2月25日、本中)
- SEX超大好き巨乳黒ギャルと結婚したら朝から晩まで一日中チ○ポを離してくれない! (3月7日、ゴールデンタイム)
- 世界で一番活発なお尻 (3月19日、Kira☆Kira)
- 唾液がねっとり絡みつく 濃密吸引フェラチオサロン (4月1日、Fitch)
- 契約率100％！卑猥な誘惑テクニックで確実に男性を落とすスゴ腕生保レディたちの枕営業！（4月1日、OFFICE K’S）他出演:折原ほのか、原美織、里美まゆ、安西詩織
- 誘惑パンティストッキングオナニー（4月1日、OFFICE K’S）他出演:三喜本のぞみ、宮沢まき、原美織、あゆみ翼、仲村茉莉恵
- 僕のねとられ話しを聞いてほしい サーファーのチャラ男に寝盗られ中出しまでさせた日焼けギャル妻 (4月7日、JET映像)
- 女子校生のささやき淫語手コキ 2（4月15日、OFFICE K’S）他出演:佳苗るか、原美織、仲村茉莉恵、折原ほのか
- 受精の仕組みを自撮りビデオで提出する女子校生 (4月19日、Kira☆Kira)
- パンチラ見てたら挑発オナニーしてきたエロ女たち 4（4月15日、OFFICE K’S）他出演:佳苗るか、夢実あくび（夢見あくび、新田あくび、小川まどか）、里美まゆ、あゆみ翼、原美織
- 可愛い顔してデカ尻!! (5月10日、MARRION)
- ヘンリー塚本 可愛い女の中に棲むみみず千匹 親父の後妻の穴の中/29才出戻り娘の穴の中/むっちり娘の穴の中/連れ子の娘の穴の中（5月13日、FAプロ）他出演:なごみ、水城奈緒、藤江由恵
- めっきりご無沙汰な欲求不満妻の家にやってきた旦那の同僚。突然のキスで拒む口とは正反対に火照りだすカラダ！一度挿入を許したら夫を忘れて短時間でおかわりSEXを要求しハメ狂う！（5月13日、V＆R PRODUCE）他出演:大場ゆい、西川りおん、西村ニーナ
- 孕ませ中出しで悪堕ち黒ギャル (5月25日、ダスッ!)
- チ○ポ挿入した途端に涙目www マジっすか！？ 可愛い過ぎるヤンキー娘デビュー！ ちなみ 怖そうなオラオラ系不良娘がおじさんとセックスする時のギャップが超オトメ。【オイルマッサージもあるよ】 (5月25日、ビッグモーカル)
- 経験豊富な優しい素人お姉さんが最高の童貞筆おろし (6月9日、アイエナジー) 他出演:藤本紫媛、一条リオン、NOA、上原花恋
- 誰のマ●コも知らない●学生のボクに、年の差離れたショタコン狂いの義姉が親の居ぬ間に馬乗りになって優しく挿入！何度も何度も中出し懇願（6月10日、V＆R PRODUCE）他出演:藤本紫媛、西川りおん、中尾芽衣子
- プレミアムすけべ椅子 2 (6月13日、アロマ企画) 共演:真木今日子、本真ゆり
- 「気が狂うほどイっちゃった…」ムチムチボインちゃん初めての黒人チ○ポ (6月25日、シャーク)
- 日焼け金麦ボインと性交 (7月1日、ワープエンタテインメント)
- kira☆kira BEST 桜ちなみ 元気印のおっぱいギャル8時間 (7月19日、Kira☆Kira) ※単体ベスト
- 学生時代にひ弱だったボクをいじめていたヤリマンで有名な巨乳ヤンキー女に復讐SEX (7月22日、クリスタル映像/GESU)
- マゾBODYオークション (7月22日、クリスタル映像/GESU) 共演:斉藤みゆ、保志美あすか、舞野いつき
- 突然パンチラで挑発されてこっそりシゴいちゃった僕。その11 (7月25日、アロマ企画) 他出演:あおいれな、里美まゆ、南希海、成宮いろは、瀬奈まお
- オイル塗れのギャル嫁 (8月13日、GALDQN/妄想族)
- 私立ハーレム淫語学園 2！！ (8月13日、ムーディーズ) 共演:蓮実クレア、初美沙希
- 死んでも妊娠したくないギャルvs絶対に孕ませたいおじさん一同 kira☆kira 危険日中出しファン感謝祭 2016 2 (8月19日、Kira☆Kira)
- ギャル尻モンスター その尻、凶暴につき (8月19日、MARRION)
- スケベオーラあふれる女体‘だけ’の見せつけるセックス集～規格外のナイスボディをねっとりたっぷり徹底フェチ撮り～（8月19日、SEX Agent/妄想族）他出演:夏希みなみ、香山美桜、江上しほ、小西みか
- エロすぎる日本昔ばなし3 (9月1日、桃太郎映像出版) 他出演:川上ゆう、高瀬杏 ※「AV OPEN 2016」バラエティ部門 エントリー作品
- 絶品ギャルvsデカチン･絶倫チン･潮チン･ショタチン ち○ちん持ち寄り大乱交祭り (9月1日、Kira☆Kira) 共演:AIKA、ERIKA、上原花恋、真崎美里、吹石れな ※「AV OPEN 2016」企画部門 エントリー作品
- おっぱいパブの巨乳娘に媚薬タブレットを飲ませたら自ら挿入してきて店には内緒のスローピストン・・・では満足できず高速騎乗位が止まらない（9月22日、ナチュラルハイ）他出演:吉川あいみ、斉藤みゆ、逢沢るる、涼海みさ
- 固定失禁無限アクメ (9月23日、レアルワークス)
- 当然、勝手にAV化! イケメンの友達がほろ酔い状態の女の子を僕の部屋に連れて来た!女に無縁の僕にはそれだけで大興奮なのに超過激でHな王様ゲームが始まっちゃって… 女子校生編（10月7日、お夜食カンパニー）共演:あず希　他出演:相澤ゆりな、仲村えれな
- 隣のヤンキー妻に媚薬入りのお菓子をおすそ分けしたら寝取り中出しできた (10月20日、STAR PARADISE)
- しつこいしつこい子宮口ピストンでダメになったギャル8時間 (11月1日、kira☆kira) 他出演:AIKA、有村リア
- Gカップ桜ちなみを24時間イカす!!初夜の初夜ウェディング!!約50絶頂パターンの敏感花嫁 (11月7日、桃太郎映像出版)
- 不倫カップル投稿！浮気相手が撮った素人奥さんのストリップオナニー（11月20日、STAR PARADISE）他出演:咲良しほ、三喜本のぞみ、小原たか子、長谷川夏樹、奈良絵美子
- 16周年記念 クレーム対応に来たのはまさかの苛めっ子だった同級生!立場が完全逆転でここぞとばかりにエッチな復讐を決行!マ○コを広げさせ、ナマハメしたら悔し涙を浮かべてたけど、中出ししてやりました! (11月23日、アイエナジー) 他出演:水野朝陽、久我かのん、他1名
- 騎乗位で上半身を動かさずに腰だけをグイングイン振りまくって中出しさせる馬乗り巨乳美女 (12月1日、グローリークエスト) 他出演:北川エリカ、澁谷果歩、若槻みづな、木南日菜、松本メイ
- 世界一早漏男の連続射精SEX (12月8日、ROOKIE) 共演:澁谷果歩
- パーフェクト爆乳泡姫たちの女性限定ヌルヌル絶頂レズソープ 〜目指せビアン泡姫No.1!吉原骨肉おっぱい大戦争!!〜 (12月8日、ビビアン) 共演:風間ゆみ、吹石れな、日向あいり
- レズビアン・ハラスメント～新人巨乳OLの狡猾な誘い～ (12月13日、U&K) 共演:里美まゆ
- 揺れまくる迫力のデカ尻セックス8時間！！ (12月16日、クリスタル映像) 他出演:本真ゆり、野宮さとみ、木崎レナ、江上しほ
- 大人しい地味妻ヘアヌードコレクション 180分 (12月20日、STAR PARADISE) 他出演:咲良しほ、三喜本のぞみ、仁科りえ、天野弥生、奈良絵美子

2017年
- 馬乗りビキニギャルの極小三角地帯に僕の勃起チ○ポが擦られる!閑散とした室内プールの女子更衣室に、趣味の盗○カメラをしかけて美女の着替えを楽しむのが僕の唯一の趣味。ある日カメラを回収しようとしたら、彼氏と喧嘩してもう戻ってきたギャルに見つかってしまい、彼女の彼氏に対する怒りは俺に!!エキサイトした彼女にビキニで馬乗りになられて、ヤバイ…こんな時に立ったら…しかし思わず勃起!それに気づいたギャルは何かを思いつきニヤリ!彼女はビキニを勃起チ○ポに擦りつけ彼氏への当てつけにビキニの隙間から濡れ濡れマ○コに咥え込んじゃうソソるエロビキニギャルだった! (1月6日、SOSORU×GARCON) 他出演:かなで自由、星空もあ
- 女子校生の乳首健康診断 2 (1月6日、OFFICE K’S) 他出演:麻里梨夏、涼宮琴音、有坂つばさ、あおいれな
- パンストディルドオナニー (1月6日、OFFICE K’S) 他出演:夏希みなみ、最上晶、羽月希、涼宮琴音
- ハサまれただけでもイッちゃいそうなパイズリ挟射100連射 3 (1月6日、ドリームチケット) 他出演:澁谷果歩、霧島さくら、尾上若葉、三喜本のぞみ、吉川あいみ、岡沢リナ、松本メイ、三島奈津子
- イッてはいけない!禁欲中の僕を誘惑し超絶テクのフェラや手コキで寸止めしまくる誘惑お姉さん (1月13日、アロマ企画) 他出演:北川エリカ、彩奈リナ、安堂怜
- バレたらヤバイ状況で密着しながら挑発してくる女たち 3 (1月20日、OFFICE K’S) 他出演:あおいれな、藤本紫媛、真木今日子、原美織、川村まや
- 東アフリカ産の超強力利尿剤を飲まされ尿意をガマン出来ず大量おもらし！小便漏らしの弱みを握られ、チ●ポを挿れられてもオシッコがとまらず何度も失禁しちゃう！ (1月20日、OFFICE K’S) 他出演:夏希みなみ、涼宮琴音
- エッチな女の子の穴図鑑　第一号（1月25日、アロマ企画）他出演:斉藤みゆ、若槻みづな、藤井くるみ、彩奈リナ
- ふっくらしたお尻とぷっくりま○こに食い込み匂い立つパンティ（1月25日、アロマ企画）他出演:斉藤みゆ、若槻みづな
- 小便淫語痴女七変化 (2月17日、OFFICE K'S)
- [ノーカットドキュメント］ 指示しないオナニー 2 (2月17日、OFFICE K'S) 他出演:西条沙羅、あゆな虹恋、白桃心奈、羽生ありさ、広瀬うみ、若槻みづな、相澤ゆりな
- 巨乳拘束 乳・奴隷 (2月19日、ドグマ)
- 完熟なお肉を持つ人妻たちの肉感Fuck4時間 (3月3日、NON) 他出演:七草ちとせ、甘良しずく、永作ゆう美、深美せりな、永瀬里美、小泉真希、橘優花、綾波まこ、斉藤みゆ
- 女子校生に子宮直出し妊娠確定！種付けプレス BEST4時間 (3月7日、本中) 他出演:椎名そら、AIKA、向井藍、大島美緒、宮崎あや
- お姉さんにパンチラ挑発されながらザーメンを太腿とパンツに放出してもいいですか！？ (3月13日、アロマ企画) 他出演:浜崎真緒、枢木みかん、美泉咲、花咲いあん、杏堂怜
- 隣のギャルママ BEST Vol.3 (3月13日、GALDQN/妄想族) 他出演:香山美桜、松本メイ、一条リオン、涼宮のん、今井キキ
- 完全拘束・完全支配 強●イラマチオ (3月24日、レアルワークス)
- 爆乳ベロちゅうザーメン中毒4時間 (3月24日、アップソン) 他出演:篠宮桜良、白河里奈、今井ゆあ、今藤霧子、持田美琴、及川はるな、相模麻央、あすか光希
- 過激なナースだらけで患者が退院したがらない人気病院に入院した僕のハレンチ入院生活（5月12日、BAZOOKA）他出演:美咲かんな、川村まや、涼川絢音
- 巨乳バンギャ＆ギタリストザーメン中出しブッカケ淫交 (5月19日、アップソン) 他出演:真田さな
- マボロシのうなぎ腰 感じすぎて掴めない全身クネクネ状態の腰ふり本番！ビックンビックン痙攣しまくりイキまくり！ (6月7日、桃太郎映像出版) 他出演:高瀬杏、井上綾子、松坂美紀、白河里奈、川上ゆう（森野雫）、藤井凛、天野小雪
- 【悲報】NTR 親友の元カノと結婚した僕。でも、実は今でも妻と親友は… (6月19日、JET映像)
- 神乳Gカップムッチムチボインちゃんが黒人チ●ポと絶倫チ●ポで白目剥きエクスタシー！！ (6月25日、BLACK＆BLACK)
- 子供が欲しいデカ乳義母が旦那とのSEXレス解消のため「童貞を殺すセーター」を着用!刺激が強すぎてフル勃起が止まらない童貞息子に欲情した義母が優しく筆おろし生挿入!力任せの鬼ピストンで母性溢れるオッパイを激揺れさせながら何度も中出し懇願! (7月14日、V&R PRODUCE) 他出演:塚田詩織、水野朝陽、由來ちとせ
- オフィスで働く優しい義母が暴風雨の中ビショ濡れで帰宅！Yシャツに張りつくデカ乳に欲情した息子は我慢できず鷲掴み！ご無沙汰過ぎて触れられるだけで感じる超敏感な義母にチ○ポ挿入！水滴弾く張りのあるオッパイを激しく揺らしながら連続イキ！（9月8日、V＆R PRODUCE）他出演:二階堂ゆり、水野朝陽、三喜本のぞみ
- デカ乳輪 タイトな服を着たドスケベなムチムチ奥様 ちえみ (9月19日、エンペラー)
- サークル丸ごとヤリマンだらけ！SEX偏差値70のJDヤリマン書道サークルの中出し子作りハーレム性活 (10月13日、BAZOOKA) 他出演:月城らん、椎名そら、涼川絢音、坂井亜美
- Wデカ尻サンドイッチプレス～さくらみゆき・桜ちなみ～ (11月1日、MARRION) 共演:さくらみゆき
- せっかく女になったのに…不完全な女体化で下半身はふたなり!? (11月16日、ROCKET) 共演:横山みれい、月本愛
- 野心家痴女達の先進フェラチオ～過剰な奉仕心で次々産み出してしまう新技、軽々超えてしまう最高快感値～ (11月17日、SEX Agent/妄想族) 他出演:霧島さくら、優梨まいな、蓮実クレア、椎名そら、川菜美鈴、涼川絢音
- 嫁の妹からのエッチな誘惑に負けて中出しセックス (11月20日、STAR PARADISE)
- 人妻と2人っきりでAV鑑賞 (11月20日、STAR PARADISE) 他出演:葵千恵、冴君麻衣子、斉藤みゆ
- 隣のヤンキー姉ちゃんにチ○ポ特攻 (12月20日、STAR PARADISE) 他出演:長谷川夏樹、中尾芽衣子（NOA）

2018年
- 生ハメ孕ませ真性中出し オツムの緩い巨乳はどうせ妊娠しても気付かない (1月7日、桃太郎映像出版) 共演:みほの（坂口みほの）、乃南静香、加藤みゆ紀、水野朝陽、上原みく、若槻みづな、春乃さくら、今井ゆあ、若槻美香
- 「私も子供が欲しい!」保育園で働くデカ乳保母さんが同僚の男に悩みを相談!妊娠願望強すぎて母性溢れるオッパイでまさかの授乳手コキ!衰え知らずの若いチ○ポを自ら挿入しデカ乳激揺れさせながら何度も中出し懇願! (1月12日、V&R PRODUCE) 他出演:浜崎真緒、霧島さくら、西村ニーナ
- 挑発的誘惑パンチラリズム (2月2日、OFFICE K’S) 共演:伊吹まどか、二階堂ゆり、なつめ愛莉、桃菜あこ（明海こう、小泉まり）、高城彩
- 中出しできる美少女だらけのバニーガールズカフェ (2月9日、BAZOOKA) 共演:豊田愛菜、美咲まや、星咲伶美
- 実話ドキュメント ハイレベル人妻専門店の派遣BBAを撮影交渉して撮らせてもらった (3月7日、桃太郎映像出版) 他出演:中森玲子、星咲茜、小滝紗由美、鏡麗子、井上綾子、滝沢あんな
- ヴァスティナーブ物語 ～episode ZERO～ (3月9日、GIGA) 共演:横山みれい、春菜はな
- 見た目は清純だったのに日常的にHな下着を着用している変態娘に生中出し (3月9日、BAZOOKA) 共演:紗々原ゆり、峰ゆり香、豊田愛菜
- 激イキ!!ガクガク痙攣!!ソソる固定バイブブルマ女教師 (3月21日、SOSORU×GARCON) 他出演:若槻みづな、桜結奈
- ニットがはち切れる巨乳・巨尻が肉厚マ○コで吸い取る精子 (4月12日、Mr.michiru) 共演:松下美織
- 興味本位で姉に媚薬を飲ませたら体液まみれで痙攣イキ！ボクの精子を絞りきるまで激しい腰フリで強●中出し！2 (4月13日、V＆R PRODUCE) 他出演:若槻みづな、浜崎真緒
- 働くサラリーマン応援企画!ソープランドワゴンがイクッ!! 2 (5月10日、アイエナジー) 他出演:浜崎真緒、黒木いくみ、杏璃さや、八ツ橋さい子
- 車中で隣の巨乳娘にこっそりイタズラ 友達が側にいるコトに興奮したのか声を押し殺しイキまくる!!到着した頃には物足りなかったのか彼女の方から… (5月18日、プレステージ/DOC) 他出演:椎葉みくる、森はるら、鈴木真夕
- デリヘルで呼んだ娘が、敏感すぎて潮吹いて僕の部屋をビショビショにするので怒ったらヤラせてくれたけど、感じまくりまさかの連続イキ！更にハメ潮吹きまくって困った！3 (5月24日、アイエナジー) 他出演:黒木いくみ、杏璃さや、八ッ橋さい子
- 全編絶叫!ノンストップ!媚薬でヨダレダラダラ中出し10連発でイキまくり! (6月8日、ケイ・エム・プロデュース/REAL)
- 巨乳女医生性交 膣内射精カウンセリング (6月8日、ケイ・エム・プロデュース/BAZOOKA) 他出演:ひなみれん、伊東真緒、橋下まこ
- ウチに遊びに来た弟の友達が内緒でバイトしている風俗店の常連客だった！絶対家族にバラさないで！とお店じゃ禁止の生ハメ本番を自宅でズッポリ許しちゃった！ (6月8日、ケイ・エム・プロデュース/SCOOP) 他出演:北川りこ、明海こう、里美まゆ
- 地元プールの水泳教室の参加者は僕1人だけ…。競泳水着のハミ乳ハミ尻のインストラクターのマンツーマン指導で大興奮！水着ズラしてヌルッとチ○コ挿入したら膝ガクしまくりながらイキ乱れた！3 (6月8日、V＆R PRODUCE) 他出演:春菜はな
- 乳首いじり失禁アクメ (7月6日、OFFICE K’S) 他出演:七海ゆあ、青羽ゆう、NIMO、高杉麻里
- 裏風俗！竿・金玉・アナルの三点を舐めてくれる上に、内緒で中出しセックスまでさせてくれるツーランク上の超濃厚サービスで、一度行ったら絶対ハマってしまうと噂の女子○生が放課後に働く超人気ハーレムピンサロ店！ (7月6日、OFFICE K’S) 他出演:NIMO、高杉麻里、青羽ゆう、里美まゆ
- デカ乳輪おっぱい本気MAX8SEX (7月19日、エンペラー/妄想族) 他出演:愛花みちる、西山あさひ、水野朝陽、篠田ゆう、浜崎なお、佐田杏南、水澤りこ
- 誘惑的パンチラコレクション6 (7月25日、アロマ企画) 他出演:紗藤まゆ、小枝成実、池内涼子、瀬戸すみれ、早乙女らぶ
- 常に性交ハーレムエステ (8月1日、アイエナジー) 他出演:早乙女らぶ、七海りな、吉岡沙華、熊野あゆ
- 「一度でいいから揉んでみたい！」はち切れんばかりのムチムチ巨乳教師に生徒のボクが睡眠薬を隠れて飲ませて、夢の豊満ボディを堪能し何度も中出し！ 4 (8月10日、V＆R PRODUCE) 他出演:水城奈緒
- ラブラブオナニーサポート 貴方が大好き (8月13日、アロマ企画) 他出演:豊中アリス、桐山結羽、上川星空、早乙女らぶ、小枝成実
- ぷるるんおっぱい・Tバックパンツ挑発コレクション (8月25日、アロマ企画) 他出演:神宮寺ナナ、桜庭舞香、歩川みく、小枝成実、澁谷果歩
- 当方、脚が好きなので素敵なお姉さまに… 首四の字固めされながら射精したい！！ (9月13日、アロマ企画) 他出演:はるかみらい、生田みく、あやね遥菜
- スク水で接客するハーレムソープ (10月11日、アイエナジー) 他出演:君色華奈、宮村ななこ、咲坂花恋、浅木真央
- 突然できた美肌美乳の姉6人と男はボク1人 (11月8日、アイエナジー) 他出演:葉山りん、星咲伶美、里美まゆ、小森あんな、一ノ瀬恋
- 巨乳人妻限定 下半身をじっくり責める派遣リフレクソロジー (11月9日、BAZOOKA) 他出演:ましろ杏、新村あかり、霧島さくら
- 嫁の妹がエッチな誘惑してきて中出ししちゃった懺悔体験180分 (12月20日、STAR PARADISE) 他出演:並木杏梨

2019年
- 媚薬でヨダレダラダラ連発中出しイキまくり！ノンストップ4時間スペシャル！ (3月22日、レアルワークス) 他出演:優月まりな、君島みお、後藤里香
- マンズリ大好き巨乳淫語BEST vol.1 (5月16日、グローリークエスト) 他出演:松本メイ、木南日菜、三原ほのか、澁谷果歩
- 連続射精され絶頂し捲る性欲強めな変態雌女たち 10人 5時間 (9月13日、レアルワークス) 他出演:松岡香純、乃木ちはる、杉浦花音、三島奈津子、優月まりな、君島みお、宝田もなみ、ましろ杏、葉山りん

2020年
- 唾液がねっとり絡みつく濃密吸引フェラチオサロン16時間BEST (2月13日、Fitch) 他出演:AIKA、波多野結衣、佐々木あき、KAORI、新井梓、二階堂ゆり、若菜奈央、桜井彩
- 僕の巨乳彼女の家に遊びに行ったら姉妹はもっと巨乳だった！目のやり場に困る僕を、姉妹が巨乳でこっそり誘惑してきて我慢できずに何度も射精しちゃった！ (5月21日、SWITCH) 他出演:野々宮みさと、宝田もなみ
- 1万人に1人のぷにゅぷにゅ巨乳！ 男をダメにする天然ど爆乳！ 桜ちなみイキまくりベスト！（7月7日、桃太郎映像出版）
- ぶっかけ爆乳ドスケベ乳輪秘書は社員を誘惑する淫乱痴女（9月7日、WEEKENDER）
- ムッチリ総合病院 美園和花/宝田もなみ/ちなみん (10月1日、グローリークエスト) 他出演:美園和花、宝田もなみ

#### 2025年
- 即尺・即ハメ爆乳ヤリマン不倫妻 ちなみん（4月24日、Materiall）

## 出演

### テレビ
- 魚拓と成瀬のツキとスッポンぽん #124,#125（2017年1月15日,22日、パチ・スロ サイトセブンTV）
- 澁谷果歩のたわわチャレンジ（2017年9月16日、エンタ!959）

### 映画
- 揉んで揉乳（もにゅ）〜む 萌えっ娘魔界へ行く（2017年4月14日、オーピー映画）‐ キャサリン 役[6]
- 神ってる快感　絶頂うねりびらき（2017年9月15日、オーピー映画） - 白鳥かなえ 役[7]
- デコトラガール　天使な誘惑（2018年6月、柿原利幸監督） - 伊東美穂 役[8]
- 愛しのデコトラ天使（2018年8月、柿原利幸監督） - 伊東美穂 役（「デコトラガール」の一般公開編集版、主演）[9]
- 快感ヒロイン ぷるるん捜査線（2019年1月25日、オーピー映画） - ハルナ 役[10]